# Cratera de Patrocínio
A cratera de Patrocínio é uma cratera próxima à cidade de Patrocínio, Minas Gerais, Brasil. Tem cerca de 16 km de diâmetro. 
Por estar situada num planalto elevado, especulou-se originalmente tratar-se de origem vulcânica; contudo, não existem provas concretas de vulcanismo no local, todas as características indicam a possibilidade de ser uma cratera de impacto de meteorito; o assunto aguarda estudos geológicos mais aprofundados.